# 辟展镇
辟展镇是中华人民共和国新疆维吾尔自治区吐鲁番市鄯善县下辖的一个行政建制镇。
其地古称蒲昌县，回鹘语音名为Pučang，由回鹘语转换回汉语，又有宝庄、辟展、必残、北昌，皮禅等汉译名，即今辟展镇:33。清代，曾设辟展厅。

## 行政区划
辟展乡下辖以下地区：
大东湖村、小东湖村、马场村、库尔干村、乔克塘村、柯柯亚村、英也尔村、克其克村、树柏沟村、栏杆村、卡格托尔村和牧业队。